# Michael Kenny
Michael Kenny (Lower Hutt, 19 de junio de 1964-17 de julio de 2024) fue un boxeador neozelandés de la categoría de peso pesado.

## Resultados

### Juegos Olímpicos
Participó en una edición de Juegos Olímpicos, en Los Ángeles 1984 en la categoría de peso pesado, donde fue eliminado en la segunda ronda por Dodovic Owini de Uganda por RSC en el segundo asalto.

### Juegos de la Mancomunidad
Tuvo su única aparición en los Juegos de la Mancomunidad de 1990 en su país natal Auckland donde compitió en la categoría de peso super pesado donde ganó la medalla de oro luego de vencer en la final a Liadi al-Hassan de Ghana.